# Furcina ishikawae
Furcina ishikawae är en fiskart som beskrevs av Jordan och Starks, 1904. Furcina ishikawae ingår i släktet Furcina och familjen simpor. Inga underarter finns listade i Catalogue of Life.